# Autovias
Autovias foi uma concessionária de rodovias no estado de São Paulo, pertencente a Arteris. Administrou de setembro de 1998 à julho de 2019 uma malha rodoviária de 316,6 quilômetros, entre os municípios de Ribeirão Preto, Araraquara, São Carlos, Brodowski, Batatais, Franca e Santa Rita do Passa Quatro, sendo substituída concessionária ViaPaulista.

## Rodovias administradas
Administrou os seguintes trechos rodoviários:
- SP-255 de Ribeirão Preto até Araraquara - total de 80,4 quilômetros;
- SP-318 Rodovia Engenheiro Thales de Lorena Peixoto Junior, de São Carlos até a rodovia SP-255 - total de 44,6 quilômetros;
- SP-330 Rodovia Anhanguera, de Santa Rita do Passa Quatro até Ribeirão Preto - total de 78 quilômetros;
- SP-334 de Ribeirão Preto até Franca - total de 88 quilômetros;
- SP-345 de Itirapuã até Franca - total de 25,5 quilômetros